# Gannutz-Gletscher
Der Gannutz-Gletscher ist ein  Gletscher mit strukturloser Oberfläche an der Oates-Küste des ostantarktischen Viktorialands. Von den Bowers Mountains fließt er nordwärts zur Rennick Bay, die er zwischen dem Weeder Rock und dem Stuhlinger-Piedmont-Gletscher erreicht. 
Das Gebiet wurde vom United States Geological Survey und mithilfe von Luftaufnahmen der United States Navy von 1960 bis 1962 kartografisch erfasst. Das Advisory Committee on Antarctic Names benannte den Gletscher 1970 nach dem US-amerikanischen Biologen Theodore P. Gannutz, der auf der Hallett-Station zwischen 1966 und 1967 tätig war und als wissenschaftlicher Leiter der Palmer-Station im Jahr 1968 fungiert hatte.